# Hancharahalli, Bangalore South
Hancharahalli là một làng thuộc tehsil Bangalore South, huyện Bangalore Urban, bang Karnataka, Ấn Độ.